# 栃木県の市町村章一覧
栃木県の市町村章一覧（とちぎけんのしちょうそんしょうのいちらん）は、栃木県内の市町村に制定されている、あるいは制定されていた市町村章の一覧である。なお、一覧の順序は全国地方公共団体コード順による。廃止された市町村章は廃止日から順に掲載している。

## 市部
| 市         | 市章 | 由来                                                                 | 制定日         | 備考                                                                          |
| ---------- | ---- | -------------------------------------------------------------------- | -------------- | ----------------------------------------------------------------------------- |
| 宇都宮市   |      | 亀甲・「宮」を図案化したもの                                         | 1911年2月14日  |                                                                               |
| 足利市     |      | 神鏡（古鏡）に「足」を配したもの                                     | 1914年1月14日  | 足利町の町章を1921年1月1日の市制施行後もそのまま使用                          |
| 栃木市     |      | 「と」を図案化としたもの                                             | 2010年10月2日  | 色は青色・緑色・橙色が指定されている                                          |
| 佐野市     |      | 「S」を図案化したもの                                                | 2005年11月10日 | 色は緑色・橙色・青色が指定されている 2代目の市章である                        |
| 鹿沼市     |      | 「カ」を図案化し、さらに細分化して「カヌマ」を表したもの             | 1948年10月1日  |                                                                               |
| 日光市     |      | 「N」を円形に五つ配したもの                                          | 2006年3月20日  | 色は橙色と赤色が指定されている 2代目の市章である                              |
| 小山市     |      | 「小」を円形に図案化したもの                                         | 1954年9月18日  |                                                                               |
| 真岡市     |      | 「真」を図案化したもの                                               | 1954年12月20日 |                                                                               |
| 大田原市   |      | 「大」を飛鳥形に図案化したもの                                       | 1927年1月1日   | 大田原町制時に制定された町章を1954年12月1日の市制施行後もそのまま使用している |
| 矢板市     |      | 「矢い」を図案化したもの                                             | 1958年11月1日  |                                                                               |
| 那須塩原市 |      | 「NS（那須塩原）」を立体的に図案化したもの                           | 2005年1月1日   | 色は橙色・青色・緑色が指定されている                                          |
| さくら市   |      | 「さ」を図案化したもの                                               | 2005年3月28日  | 花弁は桃色・背景は青色・「さ」は白色が指定されている                          |
| 那須烏山市 |      | 二羽のカラスで「山」・太陽で「自然」と「やさしい町」を図案化したもの | 2005年10月1日  | 色はカラスの部分は外観は黒色・内部は緑色で太陽の部分は黄土色が指定されている  |
| 下野市     |      | 「下」を図案化したもの                                               | 2006年1月10日  | 色は緑色・赤色・橙色が指定されている                                          |

## 町村部
| 郡       | 町村     | 町村章 | 由来                                               | 制定日         | 備考                                                  |
| -------- | -------- | ------ | -------------------------------------------------- | -------------- | ----------------------------------------------------- |
| 河内郡   | 上三川町 |        | 「上三川」を一字に抽象化したもの                   | 1968年1月1日   |                                                       |
| 芳賀郡   | 益子町   |        | 「益」を図案化したもの                             | 1965年1月11日  |                                                       |
| 芳賀郡   | 茂木町   |        | 「モ」を形どり、正三角形を左側に配したもの         | 1969年3月1日   |                                                       |
| 芳賀郡   | 市貝町   |        | 「市」を図案化したもの                             | 1961年7月30日  | 市貝村章として制定され、町制施行後に継承された        |
| 芳賀郡   | 芳賀町   |        | 「ハ」は円形にし、「カ」は正三角形に図案化したもの | 1956年12月27日 |                                                       |
| 下都賀郡 | 壬生町   |        | 「ミブ」を円形型に組み合わせたもの                 | 1960年7月5日   |                                                       |
| 下都賀郡 | 野木町   |        | 「の木」を図案化したもの                           | 1973年2月1日   |                                                       |
| 塩谷郡   | 塩谷町   |        | 塩谷の「シ」で谷を作成している                     | 1978年6月6日   |                                                       |
| 塩谷郡   | 高根沢町 |        | 「高」を大きく羽ばたく鳥に意匠化したもの           | 1959年12月25日 |                                                       |
| 那須郡   | 那須町   |        | 「ナス」を図案化したもの                           | 1963年9月30日  |                                                       |
| 那須郡   | 那珂川町 |        | 「N」を基にし、太陽を配したもの                    | 2005年10月1日  | 色は「N」の部分は緑色・黄緑色で太陽の部分は赤色である |

## 廃止された市町村章
| 市郡     | 町村       | 市町村章 | 由来 | 制定日              | 廃止日        | 備考 |
| -------- | ---------- | -------- | --- | ------------------- | ------------- | --- |
| 下都賀郡 | 大平町     |          | 「大ヒラ」を図案化したものであり、雄和を表したもの                                                                                             | 1971年11月          | 1991年5月18日 | 初代の町章である |
| 黒磯市   |            |          | 「クロ」を菱形にして図案化したもの | 1958年6月16日       | 2005年1月1日  | 黒磯町章として制定され、市制施行後に継承され、1978年4月1日に再制定された |
| 那須郡   | 西那須野町 |          | 「にし」を図案化したもの | 1967年2月10日       | 2005年1月1日  | |
| 那須郡   | 塩原町     |          | 「しお」を図案化し、全体は「しおばら」を表したもの                                                                                             | 1967年9月1日        | 2005年1月1日  | |
| 佐野市   |            |          | 「サ」を図案化したもの | 1943年12月31日      | 2005年2月28日 | 初代の市章である |
| 安蘇郡   | 田沼町     |          | 「た」を翼型にして図案化したもの | 1967年3月17日       | 2005年2月28日 | |
| 安蘇郡   | 葛生町     |          | 「く」を頂角にして図案化したもの | 1968年10月21日      | 2005年2月28日 | |
| 塩谷郡   | 氏家町     |          | 「ウ」とその中にある中心の円は「輪（和）」象徴化したもの                                                                                       | 1969年11月1日       | 2005年3月28日 | |
| 塩谷郡   | 喜連川町   |          | 「喜」を図案化し、斬新と簡明化を図って「キ」の中に「川」を表したもの                                                                           | 1964年12月1日       | 2005年3月28日 | |
| 那須郡   | 湯津上村   |          | 「ゆ」を図案化し、逞しく、調和をとれた村の発展を表したもの                                                                                     | 1974年6月1日        | 2005年10月1日 | |
| 那須郡   | 黒羽町     |          | 全体は二つのダイヤ型にし、内訳は上部分は「山」と下部分は「川」を「羽」で表し、真ん中に「黒」の文字を入れたもの                                 | 1974年9月25日       | 2005年10月1日 | |
| 那須郡   | 南那須町   |          | 全体は円形であり、｢南｣を抽象化し、「なす」を併用し図案化したもの                                                                               | 1964年10月1日       | 2005年10月1日 | 南那須村章として制定され、町制施行後に継承される |
| 那須郡   | 烏山町     |          | 「力」を表し、「山」と併用し図案化したもの | 1980年1月1日        | 2005年10月1日 | |
| 那須郡   | 馬頭町     |          | 「バトウ」を組み合わせたもの | 1963年11月10日      | 2005年10月1日 | |
| 那須郡   | 小川町     |          | 「小川」を扇の形に抽象化したもの | 1965年5月25日       | 2005年10月1日 | |
| 上都賀郡 | 粟野町     |          | 「アワノ」を想像して表現したもの | 1961年6月5日        | 2006年1月1日  | |
| 河内郡   | 南河内町   |          | 「カワ」を図案化したもの | 1972年7月1日        | 2006年1月10日 | |
| 下都賀郡 | 石橋町     |          | 「いしばし」を図案化し、その内、「い」は平行四辺形にして、「し」を丸くしたもの                                                                 | 1967年4月1日        | 2006年1月10日 | |
| 下都賀郡 | 国分寺町   |          | 「こ」を「和」にして、「く」をハトが飛び出すように意匠化したもの                                                                               | 1976年6月1日        | 2006年1月10日 | |
| 日光市   |            |          | 全体は日光を表し、「光」を図案化し、「日」で囲ったもの                                                                                         | 1893年1月1日        | 2006年3月20日 | 日光町章として制定され、市制施行後に初代の市章として継承された 恒久王妃昌子内親王・成久王妃房子内親王から日光町旗と紋章入提灯を下賜されたものである 元・宮内省御養育主任の作品である |
| 今市市   |            |          | 同じ大きさの菱形を2分の1、下にずらして二つ重ねてから、重ねる部分の小さい菱形を白抜きにして中心部に「一」の字を配し、「今」の字を図案化したもの | 1950年10月1日       | 2006年3月20日 | 今市町章として制定され、市制施行後に継承された |
| 上都賀郡 | 足尾町     |          | 「アシ」を図案化したもの | 1967年10月19日      | 2006年3月20日 | |
| 塩谷郡   | 栗山村     |          | 「クリ」を表し、山を併用したもの | 1959年4月1日        | 2006年3月20日 | |
| 塩谷郡   | 藤原町     |          | 「フジハラ」を円形に図案化したもの | 1974年6月15日       | 2006年3月20日 | |
| 河内郡   | 上河内町   |          | 全体は矢印にし、「河内」を図案化したもの | 1969年10月15日      | 2007年3月31日 | 上河内村章として制定され、町制施行後に継承された |
| 河内郡   | 河内町     |          | 羽黒山・鬼怒川の流れを図案化したもの | 1967年4月4日        | 2007年3月31日 | |
| 芳賀郡   | 二宮町     |          | 「二宮」を図案化したもの | 1973年6月20日       | 2009年3月23日 | |
| 栃木市   |            |          | 二本の千木・鰹木で十字、千木を配して「十千木」の意味を表したもの                                                                               | 1937年7月14日       | 2010年3月29日 | |
| 下都賀郡 | 大平町     |          | アジサイの花弁を図案化し、「●」は調和を意味したものであり、中央は未来を表したもの                                                              | 1991年5月18日       | 2010年3月29日 | 2代目の町章である 色はコバルトブルー色とスカイブルー色が指定されている |
| 下都賀郡 | 藤岡町     |          | 「F」を躍進するように図案化したもの | 1965年 （月日不明） | 2010年3月29日 | |
| 下都賀郡 | 都賀町     |          | 「ツガ」を図案化したもの | 1971年10月1日       | 2010年3月29日 | |
| 上都賀郡 | 西方町     |          | 「にし」を図案化したもの | 1971年11月3日       | 2011年10月1日 | 西方村章として制定され、町制施行後に継承された |
| 下都賀郡 | 岩舟町     |          | 「いわ舟」を図案化したもの | 1966年12月1日       | 2014年4月5日  | |

### 書籍
- 小学館辞典編集部 編『図典 日本の市町村章』（初版第1刷）小学館、2007年1月10日。ISBN 4095263113。
- 近藤春夫『都市の紋章 : 一名・自治体の徽章』行水社、1915年。NDLJP:955061
- 中川幸也『シリーズ人間とシンボル第2号「都市の旗と紋章」』中川ケミカル、1987年10月11日。
- 丹羽基二『日本の市章 （東日本）』保育社、1984年4月5日。
- 望月政治『都章道章府章県章市章のすべて』日本出版貿易株式会社、1973年7月7日。
- NHK情報ネットワーク『NHKふるさとデータブック3 [関東]』日本放送協会、1992年4月1日。

### 自治体書籍
- 大平町役場企画課編『大平町勢要覧1981』栃木県下都賀郡大平町、1981年。
- 黒磯市役所『黒磯市例規集』栃木県黒磯市。
- 西那須野町役場『西那須野町例規集』栃木県那須郡西那須町。
- 塩原町役場『塩原町例規集』栃木県那須郡塩原町。
- 黒羽町役場『黒羽町例規集』栃木県那須郡黒羽町。
- 湯津上村役場『湯津上村例規集』栃木県那須郡湯津上村。
- 氏家町役場『氏家町例規集』栃木県塩谷郡氏家町。
- 喜連川町役場『喜連川町例規集』栃木県塩谷郡喜連川町。
- 南那須町役場『南那須町例規集』栃木県那須郡南那須町。
- 烏山町役場『烏山町例規集』栃木県那須郡烏山町。
- 足尾町役場『足尾町例規集』栃木県上都賀郡足尾町。
- 藤原町役場『藤原町例規集』栃木県塩谷郡藤原町。